# Madison Square Park Tower
Der Madison Square Park Tower, früher 45 East 22nd Street, ist ein Wolkenkratzer in Manhattan in New York City.

## Beschreibung

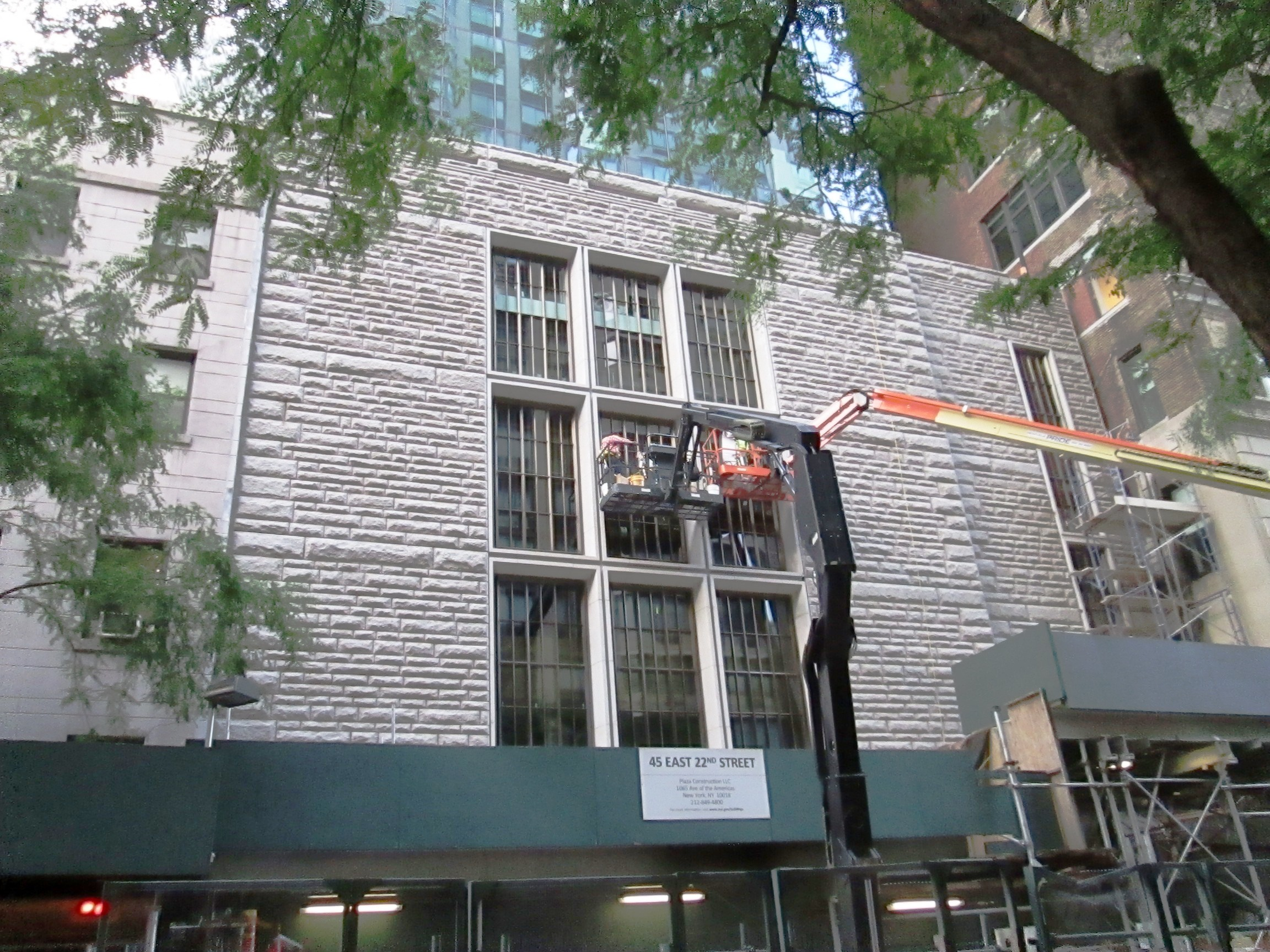
Der mit Granit verkleidete Sockel

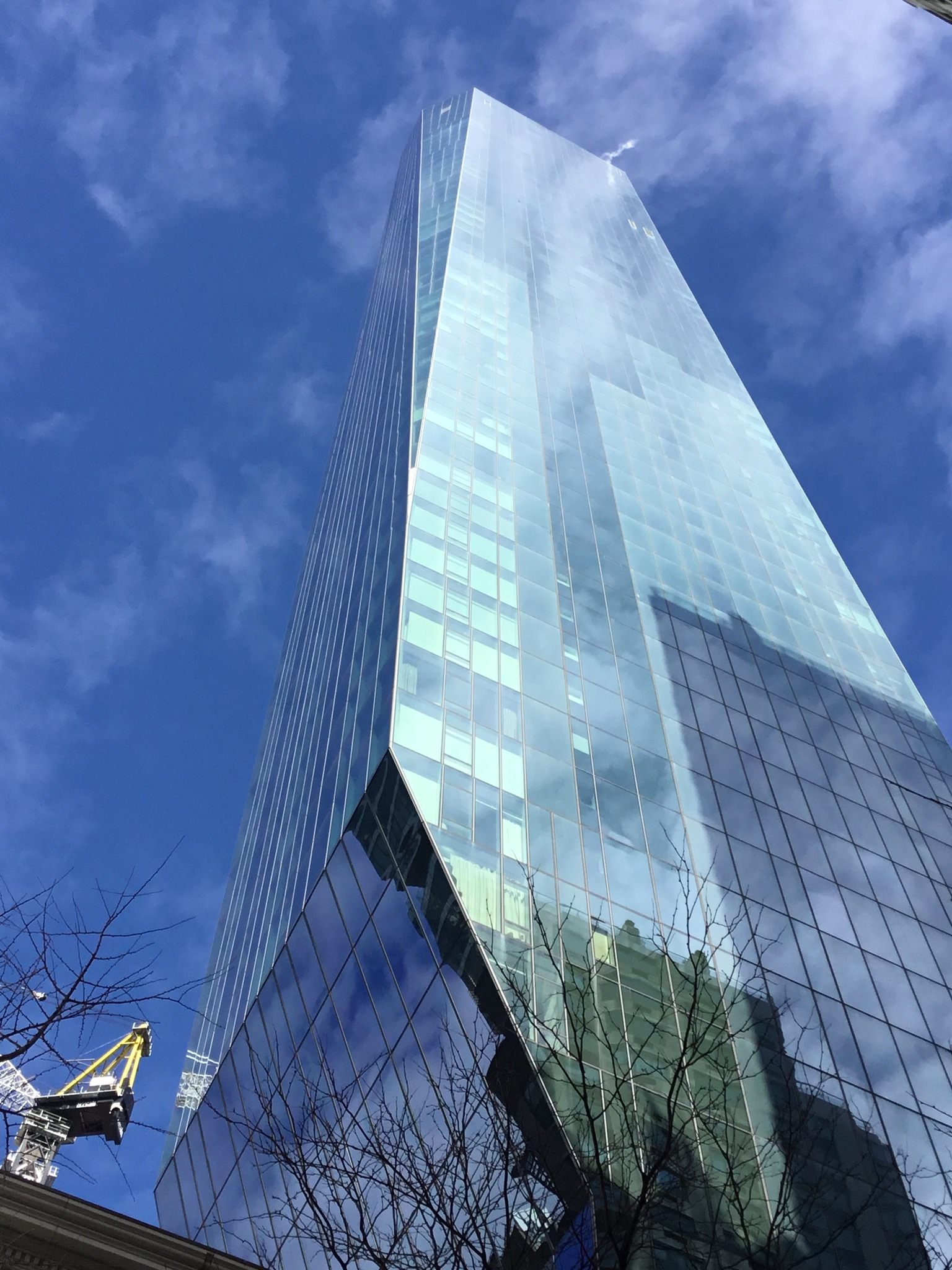
Vertikale Ansicht mit der Auskragung im März 2023

Der Wohnturm befindet sich in Midtown Manhattan im Flatiron District an der East 22nd Street zwischen Park Avenue South und Broadway. Bis zum Madison Square Park sind es nur wenige Meter und zwei Blocks südlich liegt der Gramercy Park. Bekannte Nachbargebäude sind das Flatiron Building, der Metropolitan Life Tower und der 189 m hohe Wohnturm One Madison. Die mit der Linie  bediente Station 23 Street der New York City Subway befindet sich unweit an der Kreuzung Park Avenue South / East 23rd Street.
Das Projekt „Madison Square Park Tower“ wurde erstmals 2013 der Öffentlichkeit vorgestellt, und bereits 2014 genehmigt. Für die Planung beauftragte der Projektentwickler Eichner Properties das bekannte Architekturbüro Kohn Pedersen Fox. Die im März 2015 begonnenen Bauarbeiten wurden nach den Originalplanungen 2017 abgeschlossen. Ende April 2016 erreichte das Gebäude seine Endhöhe.
Der Wolkenkratzer ist 237 Meter (778 Fuß) hoch und zählt 61 Stockwerke, in denen ausschließlich 83 Eigentumswohnungen untergebracht sind. Das Gebäude hat einen fünfstöckigen mit Granit verkleideten Sockel mit einer Breite von 23 Meter und einer Tiefe von 30 Meter. Darüber erhebt sich der Turm zunächst mit dem Maßen 18 × 18 Meter über dem Sockel und verbreitert sich mit zunehmender Höhe bis auf 30 Meter an der Turmspitze, wobei der Turm an der Westseite direkt über dem Sockel eine nach oben schräg verlaufende Auskragung besitzt. Der mit einer Glasfassade versehene Turm hat ein charakteristisches Schrägkantendach als Abschluss. Das Wohngebäude bietet seinen Bewohnern eine Bibliothek, einen kleinen Garten, eine Terrasse auf dem fünften Stock, ein Fitnesscenter und weitere sportliche Freizeiteinrichtungen sowie eine Lounge/Partyraum im 54. Stock.